# NGC 120
NGC 120 est une galaxie lenticulaire située dans la constellation de la Baleine. NGC 120 a été découverte par l'astronome allemand Wilhelm Tempel en 1880.

## Caractéristiques
Sa vitesse par rapport au fond diffus cosmologique est de 3 637 ± 27 km/s, ce qui correspond à une distance de Hubble de 53,6 ± 3,8 Mpc (∼175 millions d'al).
Une mesure non basée sur le décalage vers le rouge (redshift) donne une distance d'environ 56,300 Mpc (∼184 millions d'al). Cette valeur est à l'intérieur des valeurs de la distance de Hubble.